# New Hampshire
New Hampshire je zvezna država ZDA, del regije Nova Anglija na severovzhodu države. Na zahodu meji na Vermont, na jugu na Massachusetts, na severu na kanadsko provicno Québec in na vzhodu na Maine, južno od Maina pa ima tudi kratko obalo v Mainskem zalivu Atlantskega oceana. Je ena najmanjših in s približno 1,3 milijona prebivalci (po podatkih iz leta 2020) tudi ena najmanj naseljenih ameriških zveznih držav. Glavno mesto je Concord, največje pa Manchester.
Ozemlje je bilo ustanovljeno leta 1629 in poimenovano po angleški grofiji Hampshire. Tu se je zgodil en prvih uporov proti britanski vladavini in New Hampshire je bil ena od prvotnih trinajstih kolonij, ki so razglasile neodvisnost od Britanskega imperija. V 19. stoletju je bil New Hampshire močno središče abolicionizma, po državljanski vojni pa se je pričela intenzivna industrializacija. Po obširnih nahajališčih granita, ki ga izkopavajo v številnih kamnolomih, ima še zdaj vzdevek »granitna država«. V drugi polovici 20. stoletja se je gospodarstvo prilagodilo zatonu industrijskega sektorja in New Hampshire ostaja ena gospodarsko najuspešnejših ameriških zveznih držav. Znana je tudi po velikem vplivu na politiko na zvezni ravni, saj je tu tradicionalno eden prvih dogodkov cikla predsedniških volitev, ki pogosto napove izid.
Mount Washington (1917 mnv)  je najvišji vrh v tej državi, kot tudi v celotnih severovzhodnih ZDA in obenem najprominentnejša gora vzhodno od reke Mississippi